# Диви хора
Дивите хора са същества, които се появяват в литературата, изобразителното изкуство и легендите на Средновековна Европа. Дивите хора били познати много по-рано в Азия, където още от древни времена се носят митовете за дивите хора живеещи в планината.

## Терминология
Див човек е термин, който се появява през средновековието в Европа (на немски: wilder mann; на италиански: huomo selvatico; а на френски: homme sauvage) и се употребява като нарицателно за същества приличащи на хора, но нецивилизовани, които живеят в дивите недокоснати от цивилизацията кътчета.

## Митове и легенди
Най-ранните описани сведения за диви хора датират от Древна Месопотамия, като там се споменава за Енкиду или Енки. В Европа се говори за тях в митовете в Испания, славянските племена и също франкските племена, келтите и северните народи. В Азия се носят митове за различни диви хора, като в Непал например се говори за Алмас и Йети. Диви хора се срещат още във фолклора на Америка, Австралия и Африка.

### Европа
Дивите хора в Европа са познати почти на всички народи, като фигурират в техния фолклор. Най-ранните сведения за диви хора в Европа датират от 9 век в Испания, като някои от тези легенди са заимствани от франкските племена от Централна Европа. Там, дивият човек е изобразяван като същество, което подтиква хората към грях чрез танц в кръг. Този танц се танцува от Мая, Оркус и Пела, и който се хване на него трябва незабавно да се покая в църквата.

#### Славянска митология
В славянската митология се говори за „дивите горски люде“. Дивите люде (Горски люде, Люди дивие) са човекоподобни демони, целите покрити с тъмна козина, обитаващи гъстите планински гори. Ако човек неволно наближи бърлогите, където са оставени децата им, те се нахвърлят с крясъци върху него и го разкъсват. Понякога обаче могат да се смилят над изгубено в гората човешко дете и да го отгледат като свое.
В древноруските легенди дивите люди обитават далечни приказни земи. Сред тях някои са многоглави, други имат кучешки глави (песоглавци), птичи глави и крака, криле и пр. В „Слово за похода на Игор“ и други източници, дивите люде се наричат просто диви: „Дивъ кличетъ връху древа“ или „уже връжеся дивъ на землю“.

### Азия
В Азия са първите сведения за диви хора, а именно легендата за Енкиду. Той бил получовек-полуживотно и бил покрит целия с косми и живеел заедно с животните, като се хранел, поил и подслонявал заедно с тях. Другият представител на дивите хора в Азия е Алмас, който обитава планинските земи на Азия и също като Енкиду е покрит с козина и е напълно нецивилизован.

### Африка, Австралия и Америка
В Австралия се носят легендите за Яуй. Яуй е същество обитаващо дивите недокоснати от цивилизацията кътчета, като там, според местните аборигени, то живее от прастари времена.
За Голямата стъпка (Саскуоч) се говори в Северна Америка. Това е същество подобно на Йети и Яуй, което също като тях фигурира в митовете и легендите на местните индианци.
В Африка се говори за Агогве. Дивите хора от Африка са известни от стари времена и се споменават в митовете на местните.

## В изкуството и литературата
Изображения на диви хора има в храмове и мозайки по цял свят и при всички култури. В Месопотамия се носи легендата за Енкиду и Гилгамеш и на тази легенда са посветени много фрески и литературни творби. Те са били и обект на вдъхновение за много художници, какъвто е и Ханс Буркмайер, който през 1500/1503 рисува своята картина Битка в гората.
Дивите хора се споменават и в много литературни творби – още през XIV век в поемата „Сър Гроуин и Зеления рицар“. В творбите на Толкин дивите хора са хората на мрака, източните и южните народи в Средната земя, които са попаднали под властта на злия Моргот през Първата епоха и вследствие са станали съюзници на Саурон през Втората и Третата епохи на Средната земя. Друг автор използвал дивите хора е Тед Хюдженс, който включва тези създания в заглавие на свое стихотворение от 1967.